# Industry (California)
Industry o City of Industry, fundada en 1961, es una ciudad ubicada en el condado de Los Ángeles en el estado estadounidense de California. En el año 2000 tenía una población de 777 habitantes y una densidad poblacional de 25.6 personas por km². La ciudad por ser una ciudad industrial, sede de más de 2.200 empresas, y ofrece trabajo a más de 80.000 personas. Se encuentra ubicada a 35 km del Centro de Los Ángeles. 

## Geografía
Industry se encuentra ubicada en las coordenadas 34°7′51″N 117°51′15″O / 34.13083, -117.85417. Según la Oficina del Censo, la ciudad tiene un área total de 30,8 km² (11,9 mi²), de la cual 30,34 km² (11,7 mi²) es tierra y 0,46 km² (0,2 mi²) (1.50%) es agua.

### Localidades adyacentes
El siguiente diagrama muestra a las localidades en un radio de 8 kilómetros (5 mi) de Industry.

## Educación
El Distrito Escolar Unificado Hacienda La Puente gestiona las escuelas públicas que sirve a la ciudad.